# Raúl Porchetto
Raul Porchetto nascido 15 de novembro de 1949 em Mercedes, Buenos Aires), é um músico e compositor argentino. Em 1976, integrou o grupo acústico PorSuiGieco junto a Charly García, Nito Mestre, León Gieco y María Rosa Yorio.

## Discografia
- Cristo-Rock (1972)
- Porchetto (1976)
- Chico cósmico (1977)
- Volando de vida (1978)
- Mundo (1979)
- Metegol (1980)
- Televisión (1981)
- Che pibe (1982)
- Reina madre (1983)
- El mundo puede mejorar (1984)
- Noche y día (1986)
- Barrios Bajos (1987)
- Bumerang (1988)
- Caras de la guerra (1990)
- Altas cumbres (1992)
- Fuera de juego (1996)
- Centavos de amor (2002)

## Ligações externos
- «Sitio Oficial»
- «Biografia de Raúl Porchetto»